# Liste des chansons de Michael Jackson

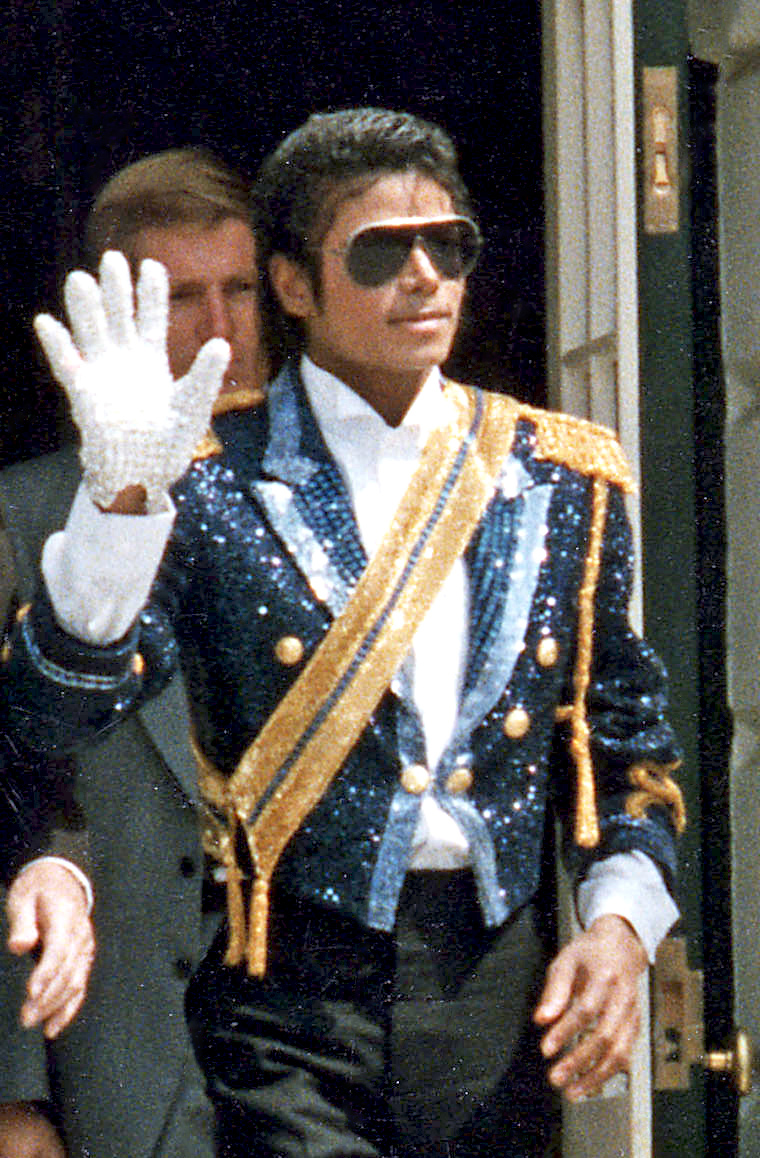
Michael Jackson en 1984

Cet article présente la liste des chansons de Michael Jackson officiellement sorties de son vivant ou à titre posthume en solo ou en duo et qui figurent sur les différents supports tels que les compilations, les albums ou les singles. La liste exclut les chansons inédites et les chansons enregistrées par Michael Jackson avec The Jacksons.
Le chanteur et compositeur américain Michael Jackson a enregistré des chansons pour dix albums studio, deux albums studio posthumes, soixante-douze albums de compilation, trois albums de bandes originales, un album live et sept albums de remix.
La musique enregistrée de Michael Jackson comprend également des chœurs pour d'autres artistes tels que Diana Ross, Stevie Wonder, La Toya Jackson, Rebbie Jackson, Janet Jackson, Barry Gibb et 3T et a participé à des duos. Il collabore avec des chanteurs et des musiciens tels que The Jackson 5, Paul McCartney et Freddie Mercury.

## Chansons
| Chanson                                        | Année | Album                                        | Auteur(s)                                                                                                   | Notes | Réf.   |
| ---------------------------------------------- | ----- | -------------------------------------------- | --- | --- | ------ |
| 2 Bad                                          | 1995  | HIStory: Past, Present and Future, Book I    | Michael Jackson Bruce Swedien René Moore Dallas Austin                                                      | |        |
| 2000 Watts                                     | 2001  | Invincible                                   | Michael Jackson Teddy Riley Tyrese Gibson Jaron Henson                                                      | - Voix de fond : Teddy Riley |        |
| A Brand New Day (en)                           | 1978  | The Wiz                                      | Luther Vandross                                                                                             | - Interprété par Michael Jackson, Diana Ross, Nipsey Russell et Ted Ross. |        |
| A Place with No Name                           | 2014  | Xscape                                       | Michael Jackson Dewey Bunnell Dr. Freeze                                                                    | - Écrite et enregistrée en 1998 - N'a pas été retenue pour l'album Invincible. - La chanson échantillonne A Horse with No Name du groupe America - Un extrait de 24 secondes a été mis en ligne le 16 juillet 2009. - Version complète mise en ligne le 18 décembre 2013 |        |
| Ain't No Sunshine                              | 1972  | Got to Be There                              | Bill Withers                                                                                                | - Reprise de Bill Withers |        |
| Al Capone                                      | 2012  | Bad 25                                       | Michael Jackson                                                                                             | |        |
| All in Your Name                               | 2011  |                                              | Barry Gibb Michael Jackson                                                                                  | - Barry Gibb avec Michael Jackson - Sortie par Barry Gibb le 25 juin 2011, lors du deuxième anniversaire de la mort de Michael Jackson en tant que single autonome | [ 1 ]  |
| All the Things You Are                         | 1973  | Music & Me                                   | Oscar Hammerstein II Jerome Kern                                                                            | - reprise de Hiram Sherman | [ 2 ]  |
| Another Part of Me                             | 1987  | Bad                                          | Michael Jackson                                                                                             | |        |
| Baby Be Mine                                   | 1982  | Thriller                                     | Rod Temperton                                                                                               | |        |
| Bad                                            | 1987  | Bad                                          | Michael Jackson                                                                                             | - Originellement prévue comme duo avec Prince - Remix avec Afrojack, DJ Buddha et Pitbull sorti sur Bad 25 (2012) | [ 3 ]  |
| Be a Lion                                      | 1978  | The Wiz                                      | Charlie Smalls                                                                                              | - Diana Ross, Michael Jackson, Nipsey Russell et Ted Ross | [ 4 ]  |
| Beat It                                        | 1982  | Thriller                                     | Michael Jackson                                                                                             | - Solo guitare de Eddie Van Halen - Tambours de Jeff Porcaro - Démo réalisée sur This Is It (2009) |        |
| Beautiful Girl                                 | 2004  | The Ultimate Collection                      | Michael Jackson                                                                                             | - Maquette inédite enregistrée entre 1998 et 2004 (pendant les sessions de Invincible) - Non retenue pour Invincible (2001). | [ 5 ]  |
| Behind the Mask                                | 2010  | Michael                                      | Michael Jackson Chris Mosdell Ryuichi Sakamoto                                                              | - Avec des chœurs supplémentaires de Shanice - Greg Phillinganes a enregistré cette chanson sur l'album Pulse (1984) avec la contribution du chant de Michael Jackson. - Un accord de partage égal des royalties entre Michael Jackson, Chris Mosdell et Ryuichi Sakamoto a échoué lorsque le management de Yellow Magic Orchestra s'est trouvé en désaccord et a empêché la chanson de sortir sur le sixième album studio de Jackson, Thriller (1982), ce qui l'a rendue inédite pendant plus de 25 ans. - Démo publiée sur Thriller 40 (2022)                                                                                        | [ 6 ]  |
| Ben                                            | 1972  | Ben                                          | Walter Scharf Don Black                                                                                     | - Thème du film Ben (1972) |        |
| Best of Joy                                    | 2010  | Michael                                      | Michael Jackson                                                                                             | - Chanson écrite et composée pendant l'année 2009, puis finalisée après la mort de Michael Jackson |        |
| Billie Jean                                    | 1982  | Thriller                                     | Michael Jackson                                                                                             | - Une démo de 1981 figure sur Thriller: Special Edition (2001) - Une autre démo nommée Not My Lover existe |        |
| Black or White                                 | 1991  | Dangerous                                    | Michael Jackson Bill Bottrell                                                                               | - Rap de L.T.B. - Guitare par Slash |        |
| Blood on the Dance Floor                       | 1997  | Blood on the Dance Floor: HIStory in the Mix | Michael Jackson Teddy Riley                                                                                 | |        |
| Blue Gangsta                                   | 2014  | Xscape                                       | Michael Jackson Elliot "Dr. Freeze" Straite                                                                 | - Également connue sous le titre No Friend of Mine ou Gangsta - Enregistrée en 1998 - Non retenue pour Invincible (2001). - Fuite en ligne en 2010 | [ 7 ]  |
| Break of Dawn                                  | 2001  | Invincible                                   | Michael Jackson Dr. Freeze                                                                                  | |        |
| Burn This Disco Out                            | 1979  | Off the Wall                                 | Rod Temperton                                                                                               | |        |
| Butterflies                                    | 2001  | Invincible                                   | Andre Harris Marsha Ambrosius                                                                               | |        |
| Call on Me                                     | 1984  | Farewell My Summer Love                      | Fonce Mizell Larry Mizell                                                                                   | - Version originelle sortie sur Anthology (1995) - Titre provisioire Fussin' and Fightin' | [ 8 ]  |
| Can't Get Outta the Rain                       | 1982  | The Essential Michael Jackson 3.0            | Michael Jackson Quincy Jones                                                                                | - Version courte de You Can't Win, un titre du film The Wiz (1978). - Face B du 45 tours de The Girl Is Mine (1982) et Billie Jean (1983). Existe également en 45 tours « picture disc » fourni en cadeau au Royaume-Uni avec l'album Off the Wall (1978). Disponible par la suite sur Michael Jackson: The Ultimate Collection (2004), The Essential Michael Jackson 3.0 (2008) et sur des éditions de King of Pop (2008). | [ 10 ] |
| Can't Let Her Get Away                         | 1991  | Dangerous                                    | Michael Jackson Teddy Riley                                                                                 | |        |
| Carousel                                       | 2001  | Thriller: Special Edition                    | Michael Sembello Don Freeman                                                                                | - Connue aussi sous le nom de « Circus Girl » - Éditée en version courte sur Thriller: Special Edition (2001) - Éditée en version longue sur l'édition française deluxe de King of Pop (2008), The Ultimate Fan Extras Collection (2013) et Thriller 40 (2022). |        |
| Centipede                                      | 1984  | Centipede                                    | Michael Jackson                                                                                             | - Rebbie Jackson featuring Michael Jackson, La Toya Jackson et The Weather Girls | [ 11 ] |
| Cheater                                        | 2004  | The Ultimate Collection                      | Michael Jackson Greg Phillinganes                                                                           | - Enregistrée en 1987 - Non retenue pour l'album Bad |        |
| Chicago                                        | 2014  | Xscape                                       | Cory Rooney                                                                                                 | - Également connu sous le nom de She Was Lovin' Me et Chicago (She Was Lovin' Me) - Enregistrée en 1999 - N'a pas réussi à faire partie de l'album Invincible. - A ne pas confondre avec "Chicago 1945" - Version destinée pour l'album Michael divulguée en ligne en 2010 | [ 12 ] |
| Childhood                                      | 1995  | HIStory: Past, Present and Future, Book I    | Michael Jackson                                                                                             | - Bande originale de Sauvez Willy 2 |        |
| Cinderella Stay Awhile                         | 1975  | Forever, Michael                             | Michael Burnett Sutton Mack David                                                                           | - Cette chanson a été enregistrée en décembre 1974 - Elle a été produite par Hal Davis et dure 3 minutes et 8 secondes. | [ 13 ] |
| Come Together                                  | 1992  | HIStory: Past, Present and Future, Book I    | John Lennon Paul McCartney                                                                                  | - Reprise des Beatles - Enregistrée en 1988 pour le film Moonwalker (1988) - Version complète sortie sur le single Remember the Time (1992) - Version courte sortie sur History (1995) | [ 14 ] |
| Cry                                            | 2001  | Invincible                                   | R. Kelly | - Aussi connue sous le nom de Cry (You Can Change the World) |        |
| D.S.                                           | 1995  | HIStory: Past, Present and Future, Book I    | Michael Jackson                                                                                             | - Guitare de Slash |        |
| Dangerous                                      | 1991  | Dangerous                                    | Michael Jackson Teddy Riley Bill Bottrell                                                                   | - Évoluée à partir de la chanson Streetwalker - La première démo figure sur The Ultimate Collection (2004) |        |
| Dapper-Dan                                     | 1975  | Forever, Michael                             | Don Fletcher                                                                                                | - Également intitulée Dapper-Dan (Freestyle) | [ 15 ] |
| Dear Michael                                   | 1975  | Forever, Michael                             | Hal Davis Elliot Willensky                                                                                  | - Enregistrée en décembre 1974, il a été écrit par Hal Davis et Elliott Wilensky. | [ 16 ] |
| Dirty Diana                                    | 1987  | Bad                                          | Michael Jackson                                                                                             | |        |
| Do You Know Where Your Children Are            | 2014  | Xscape                                       | Michael Jackson                                                                                             | - Également connue sous le titre 12 O'Clock - Écrite et enregistrée en 1984 et 1986 - N'a pas réussi à faire partie de l'album Bad. - Les débats portent sur la question de savoir si cette chanson provient de l'époque de Bad ou de l'époque de Dangerous. - Fuite en ligne en 2010 | [ 17 ] |
| Doggin' Around                                 | 1973  | Music & Me                                   | Lena Agree                                                                                                  | - Chanson de 1960 écrite par Lena Agree et interprétée à l'origine par Jackie Wilson. | [ 18 ] |
| Don't Be Messin' 'Round                        | 2012  | Bad 25                                       | Michael Jackson                                                                                             | - La chanson présente Michael Jackson jouant du piano - Bruce Swedien a déclaré que cette chanson devait être un chef-d'œuvre. - Quelques courts extraits de l'époque de Thriller ont été divulgués avant la sortie de la chanson. - Non retenue pour l'album Bad. | [ 19 ] |
| Don't Let It Get You Down                      | 1984  | Farewell My Summer Love                      | Mel Larson Jerry Marcellino Deke Richards                                                                   | - Version originelle sortie sur Anthology (1995) | [ 20 ] |
| Don't Matter to Me                             | 2018  | Scorpion                                     | Michael Jackson Paul Anka Aubrey Graham Noah Shebib Paul Jefferies Nana Rogues Negin Djafari                | - Drake avec Michael Jackson - Voix originale de Jackson enregistrée en 1983 | [ 21 ] |
| Don't Stop 'Til You Get Enough                 | 1979  | Off the Wall                                 | Michael Jackson                                                                                             | - Démo de 1978 figure sur Off the Wall: Special Edition (2001) |        |
| Don't Walk Away                                | 2001  | Invincible                                   | Michael Jackson Teddy Riley Richard Stites Reed Vertelney                                                   | |        |
| Earth Song                                     | 1995  | HIStory: Past, Present and Future, Book I    | Michael Jackson                                                                                             | - A été écrite et composée à l'origine par Jackson sous le titre What About Us. - Une démo de What About Us, dans laquelle Jackson chantait la fin en fausset, devait être publiée en tant que titre bonus pour l'album remastérisé Dangerous en 2001, mais la sortie a été annulée. La chanson ainsi que d'autres morceaux ont ensuite été divulgués sur Internet. | [ 22 ] |
| Ease on Down the Road                          | 1978  | The Wiz                                      | Charlie Smalls                                                                                              | - Diana Ross et Michael Jackson - Existe en trois versions | [ 23 ] |
| Eaten Alive (en)                               | 1985  | Eaten Alive (en)                             | Barry Gibb Maurice Gibb Michael Jackson                                                                     | - Diana Ross avec Michael Jackson et Barry Gibb - Une version solo a été enregistrée par Michael Jackson mais reste inédite. | [ 24 ] |
| Euphoria                                       | 1973  | Music & Me                                   | Leon Ware Jacqueline Hilliard                                                                               | | [ 25 ] |
| Everybody's Somebody's Fool                    | 1972  | Ben                                          | Gladys Hampton Regina Adams Ace Adams                                                                       | - Chanson enregistrée à l'origine par Connie Francis | [ 26 ] |
| Fall Again                                     | 2004  | The Ultimate Collection                      | Walter Afanasieff Robin Thicke                                                                              | - Une démo de la chanson a été enregistrée en 1999 - Elle est finalement sortie en 2004 | [ 27 ] |
| Farewell My Summer Love                        | 1984  | Farewell My Summer Love                      | Keni St. Lewis                                                                                              | - Version originelle sortie sur Anthology (1995) - Titre de travail Let Me Count the Ways |        |
| Fly Away                                       | 2001  | Bad: Special Edition                         | Michael Jackson                                                                                             | - Rebbie Jackson a enregistré la chanson sur l'album Yours Faithfully (1998) avec les chœurs de Michael. | [ 28 ] |
| For All Time                                   | 2008  | Thriller 25                                  | Michael Sherwood Steve Porcaro                                                                              | - Enregistrée pendant les sessions de Thriller. - Retravaillée plus tard lors de la session d'enregistrement de Dangerous - Non retenue pour l'album Dangerous - Diffusée sur Internet en tant que version alternative de la session Dangerous - Sortie sur Thriller 25 (2008), version des session de Thriller |        |
| Free                                           | 1987  | Bad 25                                       | Michael Jackson                                                                                             | - Chanson figurant le CD 2 bonus de Bad 25 |        |
| Get It                                         | 1987  | Characters                                   | Stevie Wonder                                                                                               | - Duo de Stevie Wonder et Michael Jackson |        |
| Get on the Floor                               | 1979  | Off the Wall                                 | Michael Jackson Louis Johnson                                                                               | |        |
| Ghosts                                         | 1997  | Blood on the Dance Floor: HIStory in the Mix | Michael Jackson Teddy Riley                                                                                 | |        |
| Girl Don't Take Your Love from Me              | 1972  | Got to Be There                              | Willie Hutch                                                                                                | |        |
| Girl You're So Together (en)                   | 1984  | Farewell My Summer Love                      | Keni St. Lewis                                                                                              | - Version originelle sortie sur Hello World: The Motown Solo Collection (2009) |        |
| Girlfriend                                     | 1979  | Off the Wall                                 | Paul McCartney                                                                                              | - Reprise de Paul McCartney et Wings |        |
| Give In to Me                                  | 1991  | Dangerous                                    | Michael Jackson Bill Bottrell                                                                               | - Guitare de Slash |        |
| Gone Too Soon                                  | 1991  | Dangerous                                    | Larry Grossman Buz Kohan                                                                                    | - Dédiée à Ryan White |        |
| Got the Hots                                   | 2008  | Thriller 25: Japan Edition                   | Michael Jackson Quincy Jones                                                                                | - Sortie également pour certains pays sur la compilation King of Pop (2008), The Ultimate Fan Extras Collection (2013) et Thriller 40 (2022) |        |
| Got to Be There                                | 1972  | Got to Be There                              | Elliot Willensky                                                                                            | - Premier single solo par Michael Jackson (1971) | [ 29 ] |
| Greatest Show on Earth                         | 1972  | Ben                                          | Mel Larson Jerry Marcellino                                                                                 | |        |
| Happy                                          | 1973  | Music & Me                                   | Michel Legrand Smokey Robinson                                                                              | - Thème d'amour du film Lady Sings the Blues (1972) |        |
| Heal the World                                 | 1991  | Dangerous                                    | Michael Jackson                                                                                             | |        |
| Heartbreaker                                   | 2001  | Invincible                                   | Michael Jackson Rodney Jerkins Fred Jerkins III LaShawn Daniels Mischke Butler Norman Gregg                 | - Rap de Fats |        |
| Heaven Can Wait                                | 2001  | Invincible                                   | Michael Jackson Teddy Riley Andreao Heard Nate Smith Teron Beal Eritza Laues Kenny Quiller                  | |        |
| Here I Am (Come and Take Me)                   | 1984  | Farewell My Summer Love                      | Al Green Mabon Hodges                                                                                       | - Version originelle sortie sur Hello World: The Motown Solo Collection (2009) |        |
| HIStory                                        | 1995  | HIStory: Past, Present and Future, Book I    | Michael Jackson James Harris III Terry Lewis                                                                | - Voix de fond des Boyz II Men |        |
| Hold My Hand                                   | 2010  | Michael                                      | Aliaune Thiam Giorgio Tuinfort Claude Kelly                                                                 | - Duo avec Akon - Enregistrée à l'origine en 2008 - Version inachevée divulguée en juillet 2008 |        |
| Hollywood Tonight                              | 2010  | Michael                                      | Michael Jackson Brad Buxer Teddy Riley                                                                      | - Pont parlé par Taryll Jackson et écrit par Teddy Riley |        |
| Human Nature                                   | 1982  | Thriller                                     | Steve Porcaro John Bettis                                                                                   | - Composée à l'origine par Steve Porcaro en 1981 pour son groupe Toto - Une maquette enregistrée par Toto a été divulguée en ligne - Enregistrée finalement par Michael Jackson pour l'album Thriller (1982) |        |
| I Can't Help It                                | 1979  | Off the Wall                                 | Stevie Wonder Susaye Greene                                                                                 | |        |
| (I Can't Make It) Another Day                  | 2010  | Michael                                      | Lenny Kravitz                                                                                               | - avec Lenny Kravitz et produite par ce dernier - Batterie par Dave Grohl (des Foo Fighters et anciennement de Nirvana) a été enregistrée, mais n'a pas fait partie du montage final. - Également connue sous le titre Another Day - Un extrait de 90 secondes a été diffusé en ligne le 4 janvier 2010. - Inclut le chant de la chansonWe've Had Enough - Une version de ce titre et une autre chanson (toujours inédite) avec Lenny Kravitz ont été enregistrées en 2001 pour Invincible mais ne furent pas retenues. - Réécrite par Lenny Kravitz et renommée Storm en featuring avec Jay-Z sur l'album de Kravitz Baptism' (2004). |        |
| I Just Can't Stop Loving You                   | 1987  | Bad                                          | Michael Jackson                                                                                             | - Duo avec Siedah Garrett - Duo à la base avec Barbra Streisand, Whitney Houston, Aretha Franklin ou Agnetha Fältskog (du groupe ABBA) - Versions française et espagnole ont été enregistrées et intitulées Je ne veux pas la fin de nous et Todo mi amor eres tú respectivement. |        |
| (I Like) The Way You Love Me                   | 2010  | Michael                                      | Michael Jackson                                                                                             | - Une autre version nommée The Way You Love Me est auparavant sortie sur The Ultimate Collection (2004) |        |
| I Wanna Be Where You Are                       | 1972  | Got to Be There                              | Arthur "T-Boy" Ross Leon Ware                                                                               | |        |
| If'n I Was God                                 | 1986  | Looking Back to Yesterday                    | Robert B. Sherman Richard M. Sherman                                                                        | - reprise de Bobby Goldsboro |        |
| I'll Come Home to You                          | 1975  | Forever, Michael                             | Freddie Perren Christine Yarian                                                                             | |        |
| I'm in Love Again                              | 1980  | Love Lives Forever (en)                      | Minnie Riperton Richard Rudolph                                                                             | - Duo virtuel de Minnie Riperton et Michael Jackson |        |
| I'm So Blue                                    | 1987  | Bad 25                                       | Michael Jackson                                                                                             | - Chanson figurant le CD 2 bonus de l'album Bad 25 |        |
| In Our Small Way                               | 1972  | Got to Be There                              | Beatrice Verdi Christine Yarian                                                                             | - Plus tard inclus dans l'album Ben (1972) |        |
| In the Back                                    | 2004  | The Ultimate Collection                      | Michael Jackson Glen Ballard                                                                                | - Percussions par Rayford Griffin - Écrite en 1989 - Enregistrée en 1994 - N'a pas réussi à faire partie de l'album HIStory - A été mixée en 1997 pour figurer sur l'album Blood on the Dancefloor initialement |        |
| In the Closet                                  | 1991  | Dangerous                                    | Michael Jackson Teddy Riley                                                                                 | - Avec la participation d'une chanteuse initialement appelée « Mystery Girl » (« Fille mystère »), mais révélée plus tard comme étant la princesse Stéphanie de Monaco - Duo prévu à l'origine avec Madonna |        |
| Invincible                                     | 2001  | Invincible                                   | Michael Jackson Rodney Jerkins Fred Jerkins III LaShawn Daniels Norman Gregg                                | - Rap de Fats |        |
| Is It Scary                                    | 1997  | Blood on the Dance Floor: HIStory in the Mix | Michael Jackson James Harris III Terry Lewis                                                                | - Utilisé dans le film Ghosts (1996) |        |
| It's the Falling in Love                       | 1979  | Off the Wall                                 | Carole Bayer Sager David Foster                                                                             | - Duo avec Patti Austin |        |
| Jam                                            | 1991  | Dangerous                                    | Michael Jackson René Moore Bruce Swedien Teddy Riley                                                        | - Rap de Heavy D |        |
| Je ne veux pas la fin de nous                  | 1987  | Bad 25                                       | Michael Jackson Christine Decroix                                                                           | - Duo avec Siedah Garrett - Version française de I Just Can't Stop Loving You |        |
| Johnny Raven                                   | 1973  | Music & Me                                   | Billy Page                                                                                                  | |        |
| Just a Little Bit of You                       | 1975  | Forever, Michael                             | Edward Holland, Jr. Brian Holland                                                                           | |        |
| Just Friends                                   | 1981  | Sometimes Late at Night (en)                 | Carole Bayer Sager Burt Bacharach Peter Allen                                                               | - Carole Bayer Sager avec Michael Jackson |        |
| Just Good Friends                              | 1987  | Bad                                          | Terry Britten Graham Lyle                                                                                   | - Duo avec Stevie Wonder |        |
| Keep the Faith                                 | 1991  | Dangerous                                    | Michael Jackson Glen Ballard Siedah Garrett                                                                 | - Arrangement choral par Andrae Crouch - Jackson a travaillé sur une première démo de Keep the Faith enregistrée en 1990. - La première démo a été divulguée sur Internet. |        |
| Leave Me Alone                                 | 1987  | Bad                                          | Michael Jackson                                                                                             | - Sortie sur des rééditions ultérieures et en 1987 sur l'édition CD uniquement de Bad |        |
| Liberian Girl                                  | 1987  | Bad                                          | Michael Jackson                                                                                             | - Partie parlée par Letta Mbulu - Version finie de Pyramid Girl qui a été écrite en 1983 pour l'album des Jacksons Victory (1984). |        |
| Little Christmas Tree                          | 1973  | A Motown Christmas                           | George S. Clinton Artie Wayne                                                                               | |        |
| Little Susie                                   | 1995  | HIStory: Past, Present and Future, Book I    | Michael Jackson                                                                                             | |        |
| Lonely Teardrops                               | 1986  | Looking Back to Yesterday                    | Berry Gordy Gwen Gordy Tyran Carlo                                                                          | - Reprise de Jackie Wilson - Co-écrite par Billy Davis sous le pseudonyme « Tyran Carlo » |        |
| Love Is Here and Now You're Gone (en)          | 1972  | Got to Be There                              | Holland-Dozier-Holland                                                                                      | - Reprise des Supremes |        |
| Love Never Felt So Good                        | 2014  | Xscape                                       | Michael Jackson                                                                                             | - Deux versions sont sorties en tant que singles : une en solo et une en duo avec Justin Timberlake - Écrite en 1983, après l'album Thriller pour l'album des Jacksons Victory - Non retenue pour l'album Bad. - Version démo divulguée sur Internet en 2006 - Enregistrée par Johnny Mathis et publiée sur son album de 1984 A Special Part of Me |        |
| Love's Gone Bad                                | 1986  | Looking Back to Yesterday                    | Holland-Dozier-Holland                                                                                      | - Version des Jackson 5 sortie sur Boogie (1979) |        |
| Loving You                                     | 2014  | Xscape                                       | Michael Jackson                                                                                             | - Michael Jackson a écrit et enregistré le morceau au milieu des années 80 avant d'apporter les bandes multipistes à l'ingénieur du son Matt Forger pour le mixage. - Seule chanson de Xscape à ne pas avoir fait l'objet d'une fuite avant sa sortie. |        |
| Man in the Mirror                              | 1987  | Bad                                          | Glen Ballard Siedah Garrett                                                                                 | - Chœurs de Siedah Garrett, The Winans, et The Andraé Crouch Choir |        |
| Maria (You Were the Only One)                  | 1972  | Got to Be There                              | Lawrence Brown Linda Glover George Gordy Allen Story                                                        | |        |
| Melodie                                        | 1984  | Farewell My Summer Love                      | Mel Larson Jerry Marcellino Deke Richards                                                                   | - Version d'origine parue sur Anthology (1995) |        |
| Mind Is the Magic                              | 1995  | Dreams & Illusions                           | Michael Jackson Bryan Loren                                                                                 | - Écrite en 1989 pour le show de Siegfried & Roy : Beyond Belief Show |        |
| Money                                          | 1995  | HIStory: Past, Present and Future, Book I    | Michael Jackson                                                                                             | |        |
| Monkey Business                                | 2004  | The Ultimate Collection                      | Michael Jackson Bill Bottrell                                                                               | - Enregistrée à l'origine en 1989 pour l'album Dangerous, elle n'a pas été retenue. |        |
| Morning Glow                                   | 1973  | Music & Me                                   | Stephen Schwartz                                                                                            | |        |
| Morphine                                       | 1997  | Blood on the Dance Floor: HIStory in the Mix | Michael Jackson                                                                                             | - Guitare par Slash - Connue aussi sous le nom Just Say No - Inclut des échantillons du film de 1980 Elephant Man |        |
| Much Too Soon                                  | 2010  | Michael                                      | Michael Jackson                                                                                             | |        |
| Music and Me                                   | 1973  | Music & Me                                   | Jerry Marcellino Mel Larson Don Fenceton Mike Cannon                                                        | |        |
| My Girl                                        | 1972  | Ben                                          | Smokey Robinson Ronald White                                                                                | - Reprise des Temptations - Version pré-Motown enregistrée par les Jackson 5 est sortie sur la compilation Big Boy (1993) |        |
| Night Time Lover                               | 1980  | La Toya Jackson (en)                         | La Toya Jackson Michael Jackson                                                                             | - La Toya Jackson avec Michael Jackson |        |
| Off the Wall                                   | 1979  | Off the Wall                                 | Rod Temperton                                                                                               | |        |
| On the Line                                    | 2004  | The Ultimate Collection                      | Michael Jackson Babyface                                                                                    | - Enregistrée à l'origine par Michael Jackson pour le film de Spike Lee Get on the Bus en 1996. - C'était la piste principale d'un CD single minimax de 3 pistes, qui a été publié dans le cadre du coffret Deluxe Collector de Ghosts le 11 décembre 1997, au Royaume-Uni. - Une version plus courte avec un fondu enchaîné figurait sur le CD single minimax et la version intégrale de la chanson est sortie sur The Ultimate Collection' (2004). |        |
| One Day in Your Life                           | 1975  | Forever, Michael                             | Sam Brown III Renée Armand                                                                                  | |        |
| One More Chance                                | 2003  | Number Ones                                  | R. Kelly | - N'a pas été retenue pour l'album Invincible (2001). |        |
| P. Y. T. (Pretty Young Thing)                  | 1982  | Thriller                                     | James Ingram Quincy Jones                                                                                   | - Démo a été écrite par Michael Jackson et Greg Phillinganes - Démo incluse sur The Ultimate Collection (2004) et Thriller 40 (Deluxe Edition) (2022) - Remix avec will.i.am sorti sur Thriller 25 (2008) |        |
| People Make the World Go 'Round' (en)          | 1972  | Ben                                          | Thom Bell Linda Creed                                                                                       | - Reprise des Stylistics |        |
| Planet Earth                                   | 2009  | This Is It                                   | Michael Jackson                                                                                             | - Les paroles figurent Dangerous (1991) |        |
| Price of Fame                                  | 2012  | Bad 25                                       | Michael Jackson                                                                                             | - L'utilisation de Price of Fame comme thème d'une publicité de Pepsi avec Michael Jackson avait été prévue, mais elle a été remplacée par Bad (1987) - Chanson figurant le CD des inédits de l'album anniversaire des 25 ans de Bad |        |
| Privacy                                        | 2001  | Invincible                                   | Michael Jackson Rodney Jerkins Fred Jerkins III LaShawn Daniels Bernard Belle                               | - Guitare de Slash |        |
| Remember the Time                              | 1991  | Dangerous                                    | Michael Jackson Teddy Riley Bernard Belle                                                                   | |        |
| Rock with You                                  | 1979  | Off the Wall                                 | Rod Temperton                                                                                               | |        |
| Rockin' Robin                                  | 1972  | Got to Be There                              | Leon Rene                                                                                                   | - Reprise de Bobby Day - Leon Rene est crédité sous le pseudonyme « Jimmie Thomas » |        |
| Save Me                                        | 1980  | Old Crest on a New Wave                      | Jim Krueger                                                                                                 | - Dave Mason avec Michael Jackson |        |
| Say Say Say                                    | 1983  | Pipes of Peace                               | Paul McCartney Michael Jackson                                                                              | - Duo de Paul McCartney et Michael Jackson |        |
| Scared of the Moon                             | 2004  | The Ultimate Collection                      | Michael Jackson Buz Kohan                                                                                   | |        |
| Scream                                         | 1995  | HIStory: Past, Present and Future, Book I    | Michael Jackson Janet Jackson James Harris III Terry Lewis                                                  | - Duo avec Janet Jackson |        |
| She Drives Me Wild                             | 1991  | Dangerous                                    | Michael Jackson Teddy Riley Aqil Davidson                                                                   | - Rap par Wreckx-N-Effect |        |
| She's Out of My Life                           | 1979  | Off the Wall                                 | Tom Bahler                                                                                                  | - La démo figure sur This Is It (2009) |        |
| She's Trouble (en)                             | 2022  | Thriller 40                                  | Sue Shifrin Bill Livsey Terry Britten                                                                       | - N'a pas été retenue pour l'album Thriller (1982). - Également connue sous le titre Trouble. |        |
| Shoo-Be-Doo-Be-Doo-Da-Day                      | 1972  | Ben                                          | Stevie Wonder Sylvia Moy Henry Cosby                                                                        | - Reprise de Stevie Wonder |        |
| Shout                                          | 2001  | King of Pop                                  | | - Face B du CD single Cry (2001) - Prévue pour être sortie sur Invincible (2001), mais a été remplacée par You Are My Life à la dernière minute. - Incluse plus tard sur King of Pop (2008) et The Ultimate Fan Extras Collection (2013) |        |
| Slave to the Rhythm                            | 2014  | Xscape                                       | L.A. Reid Kenneth "Babyface" Edmonds Daryl Simmons Kevin Roberson                                           | - Également connue sous le titre Slave 2 the Rhythm - Michael Jackson a travaillé sur cette chanson pendant les sessions de Dangerous et l'a achevée en 1998. - La chanson a été divulguée sur Internet en 2010. - Justin Bieber a enregistré une version en duo avec Michael Jackson qui a été divulguée en août 2013. Cette version n'a pas été autorisée par les ayant-droits de Michael Jackson, qui a depuis tenté de retirer la chanson du plus grand nombre possible de sites web et de chaînes YouTube. - La chanson a été utilisée dans une publicité pour le smartphone de Sony en février 2014.                             |        |
| Smile                                          | 1995  | HIStory: Past, Present and Future, Book I    | Charlie Chaplin John Turner Geoffrey Paersons                                                               | - Composée par Charlie Chaplin et à l'origine thème instrumental du film de Charlie Chaplin de 1936 Les Temps modernes. - Reprise vocale des paroles chantées à l'origine par Nat King Cole. |        |
| Smooth Criminal                                | 1987  | Bad                                          | Michael Jackson                                                                                             | - Version finalisée de Al Capone et Chicago 1945 |        |
| Somebody's Watching Me                         | 1984  | Somebody's Watching Me                       | Kennedy Gordy                                                                                               | - Rockwell avec Michael Jackson au refrain et Jermaine Jackson aux chœurs |        |
| Someone in the Dark                            | 1982  | E.T. the Extra-Terrestrial                   | Alan Bergman Marilyn Bergman Rod Temperton                                                                  | - Rééditée sur Thriller: Special Edition (2001) |        |
| Someone Put Your Hand Out                      | 1992  | The Ultimate Collection                      | Michael Jackson Teddy Riley                                                                                 | - Sortie pour la première fois en mai 1992 en cassette uniquement comme single promotionnel exclusif de Pepsi. - Version éditée prévue pour Bad (Special Edition) (2001) mais qui n'a pas été retenue. - Plus tard sortie sur la compilation The Ultimate Collection (2004) - La démo de 1987 a été divulguée en ligne en 2020 en basse qualité, une meilleure qualité de la démo a été divulguée le 28 janvier 2023. |        |
| Song Groove                                    | 2012  | Bad 25                                       | Michael Jackson                                                                                             | - Également connue sous les titres Abortion Papers et Song Groove (Abortion Papers) - Enregistrée lors des sessions de Bad (1987) - Chanson figurant sur le disque 2 bonus de l'album anniversaire Bad 25 |        |
| Speechless                                     | 2001  | Invincible                                   | Michael Jackson                                                                                             | - Écrite en Allemagne |        |
| Speed Demon                                    | 1987  | Bad                                          | Michael Jackson                                                                                             | - Remix avec le groupe Nero paru sur Bad 25 (2012) |        |
| Starlight                                      | 2022  | Thriller 40                                  | Rod Temperton                                                                                               | - Maquette de Thriller (1982), sortie officiellement pour la première fois sur Thriller 40 en 2022. |        |
| Stranger in Moscow                             | 1995  | HIStory: Past, Present and Future, Book I    | Michael Jackson                                                                                             | - Écrite le 15 septembre 1993 à Moscou, durant le Dangerous World Tour |        |
| Streetwalker                                   | 2001  | Bad: Special Edition                         | Michael Jackson                                                                                             | - Maquette de Dangerous (1991) |        |
| Sunset Driver                                  | 2004  | The Ultimate Collection                      | Michael Jackson                                                                                             | |        |
| Superfly Sister                                | 1997  | Blood on the Dance Floor: HIStory in the Mix | Michael Jackson Bryan Loren                                                                                 | |        |
| Tabloid Junkie (en)                            | 1995  | HIStory: Past, Present and Future, Book I    | Michael Jackson James Harris III Terry Lewis                                                                | |        |
| Take Me Back                                   | 1975  | Forever, Michael                             | Edward Holland, Jr. Brian Holland                                                                           | |        |
| Tell Me I'm Not Dreamin' (Too Good to Be True) | 1984  | Dynamite                                     | Michael Omartian Bruce Sudano Jay Gruska                                                                    | - Jermaine Jackson et Michael Jackson |        |
| That's What Love Is Made Of                    | 1986  | Looking Back to Yesterday                    | William "Smokey" Robinson Robert Rogers Warren Moore                                                        | - Reprise des Miracles |        |
| The Girl Is Mine                               | 1982  | Thriller                                     | Michael Jackson                                                                                             | - Duo avec Paul McCartney - Remix avec will.i.am sorti sur Thriller 25 (2008) - Version démo solo (Jackson uniquement) publiée sur le single The Girl Is Mine 2008 (2008) |        |
| The Lady in My Life                            | 1982  | Thriller                                     | Rod Temperton                                                                                               | |        |
| The Lost Children                              | 2001  | Invincible                                   | Michael Jackson                                                                                             | - Elle met en vedette Prince Jackson, le fils de Jackson, et Aldo Cascio. |        |
| The Man                                        | 1983  | Pipes of Peace                               | Paul McCartney Michael Jackson                                                                              | - Paul McCartney avec Michael Jackson |        |
| The Toy                                        | 2022  | Thriller 40                                  | Michael Jackson                                                                                             | - Non retenue pour l'album Thriller (1982) - Maquette de Best of Joy |        |
| The Way You Make Me Feel                       | 1987  | Bad                                          | Michael Jackson                                                                                             | - Version finie de Hot Fever, écrite en 1985 |        |
| There Must Be More to Life Than This (en)      | 2014  | Queen Forever                                | Freddie Mercury                                                                                             | - Freddie Mercury et Michael Jackson enregistrent ce duo entre 1981 et 1983 ainsi que deux autres chansons, Victory et State of Shock (State of Shock a finalement été re-enregistrée avec Mick Jagger et incluse sur l'album Victory des Jacksons (1984) - La chanson est sortie par Mercury dans sa version solo (sans Michael Jackson) sur son album Mr. Bad Guy (1985). - Version retravaillée en duo publiée sur l'album de Queen, Queen Forever (2014). |        |
| They Don't Care About Us                       | 1995  | HIStory: Past, Present and Future, Book I    | Michael Jackson                                                                                             | |        |
| This Is It                                     | 2009  | This Is It                                   | Michael Jackson Paul Anka                                                                                   | - Chœurs par The Jacksons - Enregistré à l'origine en 1983 en duo avec Paul Anka sous le titre I Never Heard - Sa-Fire (en) a enregistré I Never Heard sur l'album I Wasn't Born Yesterday (1991) - Thème de Michael Jackson's This Is It (2009) - Version en duo avec Paul Anka parue sur l'album d'Anka Duets (2013) |        |
| This Time Around                               | 1995  | HIStory: Past, Present and Future, Book I    | Michael Jackson Dallas Austin Bruce Swedien René Moore                                                      | - Rap de The Notorious B.I.G. |        |
| Threatened                                     | 2001  | Invincible                                   | Michael Jackson Rodney Jerkins Fred Jerkins III LaShawn Daniels                                             | - Contient des éléments de la narration de Rod Serling pour la série La Quatrième Dimension. |        |
| Thriller                                       | 1982  | Thriller                                     | Rod Temperton                                                                                               | - Partie parlée par Vincent Price - La seconde partie parlée incluse sur Thriller: Special Edition (2001) - Version finalisée de la maquette Starlight |        |
| To Make My Father Proud                        | 1984  | Farewell My Summer Love                      | Bob Crewe Larry Weiss                                                                                       | - Version originelle sortie sur Anthology (1995) |        |
| Todo mi amor eres tú                           | 2001  | Bad: Special Edition                         | Michael Jackson Rubén Blades                                                                                | - Duo avec Siedah Garrett - Version espagnole de I Just Can't Stop Loving You |        |
| Todo para ti                                   | 2001  | —                                            | Michael Jackson Rubén Blades                                                                                | - Réalisée avec plusieurs artistes - Chanson humanitaire pour les victimes du 9/11 dont la sortie a été annulée - Version espagnole de What More Can I Give |        |
| Too Young                                      | 1973  | Music & Me                                   | Sidney Lippman Sylvia Dee                                                                                   | - Reprise de Nat King Cole |        |
| Touch the One You Love                         | 1984  | Farewell My Summer Love                      | Artie Wayne George S. Clinton                                                                               | - Version originelle sortie sur Hello World: The Motown Solo Collection (2009) |        |
| Twenty-Five Miles (en)                         | 1987  | The Original Soul of Michael Jackson (en)    | Edwin Starr Bert Berns Jerry Ragovoy Johnny Bristol Harvey Fuqua                                            | - Reprise d'Edwin Starr - Version d'origine parue sur Hello World: The Motown Solo Collection (2009) |        |
| Unbreakable                                    | 2001  | Invincible                                   | Michael Jackson Rodney Jerkins Fred Jerkins III LaShawn Daniels Nora Payne Robert Smith Christopher Wallace | - Le rap de The Notorious B.I.G. - Voix de fond de Brandy Norwood |        |
| Up Again                                       | 1973  | Music & Me                                   | Freddie Perren Christine Yarian                                                                             | |        |
| Wanna Be Startin' Somethin'                    | 1982  | Thriller                                     | Michael Jackson                                                                                             | - Démo de 1978 figure This Is It (2009) et Thriller 40 (Deluxe Edition) (2022) - Produite à la base pour l'album Off the Wall (1979) - Remix avec Akon sorti sur Thriller 25 (2008) et incluant de nouvelles voix de Jackson enregistrées en 2007. |        |
| We Are Here to Change the World                | 2004  | The Ultimate Collection                      | Michael Jackson John Barnes                                                                                 | - Utilisé dans le film Captain EO (1986) |        |
| We Are the World                               | 1985  | We Are the World                             | Michael Jackson Lionel Richie                                                                               | - Participation sur USA for Africa - La version solo et démo figure sur The Ultimate Collection (2004) |        |
| We're Almost There                             | 1975  | Forever, Michael                             | Edward Holland, Jr. Brian Holland                                                                           | |        |
| We've Got a Good Thing Going (en)              | 1972  | Ben                                          | Berry Gordy Freddie Perren Alphonzo Mizell Deke Richards                                                    | |        |
| We've Got Forever                              | 1975  | Forever, Michael                             | Elliot Willensky                                                                                            | |        |
| We've Had Enough                               | 2004  | The Ultimate Collection                      | Michael Jackson Rodney Jerkins LaShawn Daniels Carole Bayer Sager                                           | |        |
| What a Lovely Way to Go                        | 2022  | Thriller 40                                  | Michael Jackson                                                                                             | - Écrite à la fin des années 1970 sous le titre What a Lonely Way to Go - Non retenue pour les albums Off the Wall (1979) et Thriller (1982) |        |
| What Goes Around Comes Around                  | 1972  | Ben                                          | Allen Levinsky Arthur Stokes Dana Meyers Floyd Weatherspoon                                                 | |        |
| What More Can I Give                           | 2001  | —                                            | Michael Jackson                                                                                             | - Réalisée avec la participation de plusieurs artistes - Chanson humanitaire pour les victimes du 9/11 dont la promotion a été annulé - Guitare par Carlos Santana - Version espagnole intitulée Todo para ti |        |
| Whatever Happens                               | 2001  | Invincible                                   | Michael Jackson Teddy Riley Gil Cang Jasmine Quay Geoffrey Williams                                         | - Participation à la guitare et solo de sifflet de Carlos Santana |        |
| Whatzupwitu (en)                               | 1993  | Love's Alright (en)                          | Eddie Murphy Trenten Gumbs                                                                                  | - Eddie Murphy avec Michael Jackson |        |
| When I Come of Age                             | 1986  | Looking Back to Yesterday                    | Weldon Dean Parks Don Fletcher Hal Davis                                                                    | |        |
| Who Do You Know                                | 2022  | Thriller 40                                  | Michael Jackson                                                                                             | - Écrite en 1980 - Non retenue pour l'album Thriller (1982) |        |
| Who Is It                                      | 1991  | Dangerous                                    | Michael Jackson                                                                                             | |        |
| Who's Lookin' for a Lover                      | 1986  | Looking Back to Yesterday                    | Jacqueline Dalya Hilliard Leon Ware                                                                         | |        |
| Why                                            | 1995  | Brotherhood                                  | 3T Michael Jackson                                                                                          | - 3T et Michael Jackson - Une version solo a été enregistrée par Michael Jackson mais reste inédite |        |
| Why You Wanna Trip On Me                       | 1991  | Dangerous                                    | Teddy Riley Bernard Belle                                                                                   | |        |
| Will You Be There                              | 1991  | Dangerous                                    | Michael Jackson                                                                                             | - Musique du film Sauvez Willy - Arrangement choral par Andrae Crouch |        |
| Wings of My Love                               | 1972  | Got to Be There                              | Berry Gordy Freddie Perren Alphonzo Mizell Deke Richards                                                    | |        |
| With a Child's Heart                           | 1973  | Music & Me                                   | Sylvia Moy Henry Cosby Vicki Basemore                                                                       | Reprise de Stevie Wonder |        |
| Workin' Day and Night                          | 1979  | Off the Wall                                 | Michael Jackson                                                                                             | - Démo de 1978 réalisée pour l'album Off the Wall: Special Edition (2001) |        |
| Xscape                                         | 2014  | Xscape                                       | Michael Jackson Rodney Jerkins Fred Jerkins III LaShawn Daniels                                             | - Également connue sous les titres Xcape et Escape - Enregistrée pendant les sessions d'enregistrement de Invincible - La fuite sur Internet en 2002 a conduit les avocats de Michael Jackson à menacer de poursuites judiciaires les sites qui ne supprimaient pas l'accès au téléchargement de la piste |        |
| You Are My Life                                | 2001  | Invincible                                   | Michael Jackson Babyface Carole Bayer Sager John McClain                                                    | - Écrite par Michael Jackson pour ses enfants |        |
| You Are Not Alone                              | 1995  | HIStory: Past, Present and Future, Book I    | R. Kelly | |        |
| You Are There                                  | 1975  | Forever, Michael                             | Sam Brown III Randy Meitzenheimer Christine Yarian                                                          | |        |
| You Can Cry on My Shoulder                     | 1972  | Ben                                          | Berry Gordy                                                                                                 | |        |
| You Can't Win (en)                             | 1978  | The Wiz                                      | Charlie Smalls                                                                                              | |        |
| You Rock My World                              | 2001  | Invincible                                   | Michael Jackson Rodney Jerkins Fred Jerkins III LaShawn Daniels Nora Payne                                  | - Intro avec Chris Tucker - Remix avec Jay-Z |        |
| You've Got a Friend                            | 1972  | Got to Be There                              | Carole King                                                                                                 | - Reprise de Carole King |        |
| You've Really Got a Hold on Me                 | 1984  | Farewell My Summer Love                      | Smokey Robinson Ronald White Robert Rogers                                                                  | - Reprise des Miracles - Version d'origine parue sur Hello World: The Motown Solo Collection (2009) - Version par les Jackson 5 parue sur The Ultimate Rarities Collection 1: Motown Sings Motown Treasures (1998) |        |

### En tant que choriste
| Chanson                                    | Année | Album                       | Auteur(s)                                               | Notes | Réf.   |
| ------------------------------------------ | ----- | --------------------------- | ------------------------------------------------------- | --- | ------ |
| All Eyez on Me                             | 2002  | All Eyez on Me              | Monica Arnold LaShawn Daniels James Ingram Quincy Jones | - Monica avec les chœurs de Michael Jackson provenant de P.Y.T. (Pretty Young Thing) avec des ad-libs tirés des sessions d'enregistrement d'Invincible.          | [ 30 ] |
| All I Do                                   | 1980  | Hotter than July            | Stevie Wonder Clarence Paul Morris Broadnax             | - Stevie Wonder avec les chœurs de Michael Jackson | [ 31 ] |
| Do the Bartman                             | 1990  | The Simpsons Sing the Blues | Bryan Loren Michael Jackson                             | - The Simpsons avec les chœurs de Michael Jackson | [ 32 ] |
| Don't Let a Woman (Make a Fool Out of You) | 1982  | Synapse Gap (Mundo Total)   | Joe King Carrasco Johnny Perez                          | - Joe King Carrasco & The Crowns avec les chœurs de Michael Jackson                                                                                              | [ 33 ] |
| Don't Stand Another Chance                 | 1984  | Dream Street                | Janet Jackson Marlon Jackson John Barnes                | - Janet Jackson avec les chœurs de Michael Jackson, Marlon Jackson, Tito Jackson and Jackie Jackson                                                              | [ 34 ] |
| Girls, Girls, Girls, Pt. 2                 | 2001  | The Blueprint               | Tom Brock Shawn Carter Justin Smith                     | - Jay-Z avec les chœurs de Michael Jackson et Chante Moore |        |
| Goin' Back to Alabama                      | 1981  | Share Your Love             | Lionel Richie                                           | - Kenny Rogers avec les chœurs de Michael Jackson et Lionel Richie                                                                                               |        |
| Here to Love You                           | 1978  | Minute by Minute            | Michael McDonald                                        | - The Doobie Brothers avec les chœurs de Michael Jackson |        |
| I Need You                                 | 1995  | Brotherhood                 | Eric Carmen                                             | - Eric Carmen cover - 3T avec Michael Jackson aux chœurs |        |
| It's Not Worth It                          | 2002  | Full Moon                   | LaShawn Daniels Fred Jerkins III Rodney Jerkins         | - Brandy avec les chœurs de Michael Jackson provenant de Ride with Me                                                                                            |        |
| Low                                        | 2018  | Raise Vibration             | Lenny Kravitz                                           | - Lenny Kravitz avec les chœurs de Michael Jackson |        |
| Minute by Minute                           | 1978  | Minute by Minute            | Michael McDonald Lester Abrams                          | - The Doobie Brothers avec les chœurs de Michael Jackson |        |
| Muscles                                    | 1982  | Silk Electric               | Michael Jackson                                         | - Diana Ross avec Michael Jackson aux chœurs |        |
| Papa Was a Rollin' Stone                   | 1982  | Wolf                        | Norman Whitfield Barrett Strong                         | - Bill Wolfer avec les chœurs de Michael Jackson - Reprise de The Temptations - Version live par The Jackson 5 sortie sur The Jackson 5 in Japan (1973)          |        |
| Ride with Me                               | 2006  | Versatility                 | Rodney Jerkins                                          | - Instrumental, Rodney Jerkins avec les chœurs de Michael Jackson                                                                                                |        |
| Somethin' Special                          | 1981  | The Dude                    | Rod Temperton                                           | - Quincy Jones featuring Patti Austin et chœurs par Michael Jackson                                                                                              |        |
| So Why                                     | 1982  | Wolf                        | John Gibson                                             | - Bill Wolfer avec les chœurs de Michael Jackson |        |
| State of Independence                      | 1982  | Donna Summer                | Jon Anderson Vangelis                                   | - Donna Summer avec les chœurs de Michael Jackson, Brenda Russell, James Ingram, Dionne Warwick, Kenny Loggins, Lionel Richie, Stevie Wonder and artistes divers |        |
| The Dude                                   | 1981  | The Dude                    | Rod Temperton Patti Austin                              | - Quincy Jones featuring James Ingram et Michael Jackson |        |
| This Had to Be                             | 1980  | Light Up the Night          | Michael Jackson Louis Johnson George Johnson            | - The Brothers Johnson avec les chœurs de Michael Jackson |        |
| To Satisfy You                             | 1992  | Music for the New World     | Bryan Loren Michael Jackson                             | - Bryan Loren avec les chœurs de Michael Jackson |        |
| Turn on the Action                         | 1981  | The Dude                    | Rod Temperton                                           | - Quincy Jones featuring Patti Austin et les chœurs par Michael Jackson                                                                                          |        |
| Who's Right, Who's Wrong                   | 1979  | Keep the Fire               | Kenny Loggins Richard Page                              | - Kenny Loggins avec les chœurs de Michael Jackson |        |
| Yeah                                       | 1993  | Love's Alright              | Eddie Murphy                                            | - Eddie Murphy avec les chœurs de Michael Jackson et artistes divers                                                                                             |        |

## Controverse sur l'authenticité
L'authenticité de plusieurs chansons, notamment Breaking News, Monster et Keep Your Head Up parue sur l'album posthume Xscape de Michael Jackson et prétendument écrites avec Eddie Cascio et James Porte a été mise en doute par la famille de Michael Jackson et ses fans. Sony Music Group affirme pourtant que les voix sur le nouvel album sont bien celles de Jackson. Cependant, il est rapporté que Sony avait admis au tribunal en 2018 que les voix sur les trois chansons de Cascio n'étaient pas de Michael Jackson, mais Sony a depuis rétracté cette déclaration,.
Le 6 juillet 2022, les ayant-droits de Jackson et Sony Music ont retiré les trois chansons de Xscape des services de streaming Spotify et Apple Music, en raison des allégations selon lesquelles les voix ne sont pas celles de Jackson,.
| Chanson           | Année | Album   | Auteur(s)                                               | Notes |
| ----------------- | ----- | ------- | ------------------------------------------------------- | --- |
| Breaking News     | 2010  | Michael | Michael Jackson Eddie Cascio James Porte                | - Débat sur la question de savoir si les chansons ont été chantées par Jackson, ou par le sosie vocal Jason Malachi - 3 des 12 chansons écrites avec Cascio - Enregistrée en 2007 - Avec 9 chansons inédites, elles ont été vendues aux enchères pour un CD inédit intitulé Bible qui n'a jamais été publié. - Démo divulguée en ligne - La chanson a été retirée de l'album Michael le 29 juin 2022 sur les versions numériques et en streaming de l'album et le 9 septembre 2022 sur la réédition CD en raison de son authenticité contestée. - Sur Monster : rap interprété et écrit par 50 Cent et guitare par Orianthi |
| Keep Your Head Up | 2010  | Michael | Michael Jackson Eddie Cascio James Porte                | - Débat sur la question de savoir si les chansons ont été chantées par Jackson, ou par le sosie vocal Jason Malachi - 3 des 12 chansons écrites avec Cascio - Enregistrée en 2007 - Avec 9 chansons inédites, elles ont été vendues aux enchères pour un CD inédit intitulé Bible qui n'a jamais été publié. - Démo divulguée en ligne - La chanson a été retirée de l'album Michael le 29 juin 2022 sur les versions numériques et en streaming de l'album et le 9 septembre 2022 sur la réédition CD en raison de son authenticité contestée. - Sur Monster : rap interprété et écrit par 50 Cent et guitare par Orianthi |
| Monster           | 2010  | Michael | Michael Jackson Eddie Cascio James Porte Curtis Jackson | - Débat sur la question de savoir si les chansons ont été chantées par Jackson, ou par le sosie vocal Jason Malachi - 3 des 12 chansons écrites avec Cascio - Enregistrée en 2007 - Avec 9 chansons inédites, elles ont été vendues aux enchères pour un CD inédit intitulé Bible qui n'a jamais été publié. - Démo divulguée en ligne - La chanson a été retirée de l'album Michael le 29 juin 2022 sur les versions numériques et en streaming de l'album et le 9 septembre 2022 sur la réédition CD en raison de son authenticité contestée. - Sur Monster : rap interprété et écrit par 50 Cent et guitare par Orianthi |